# 米尔班克 (南达科他州)
米尔班克（英語：Milbank），是美国南达科他州下属的一座城市。根据2010年美国人口普查，该市有人口3,353人。2011年估计该市人口约有3,305人，年增长率为?1.43%。